# Rubia florida
Rubia florida là một loài thực vật có hoa trong họ Thiến thảo. Loài này được Boiss. miêu tả khoa học đầu tiên năm 1846.